# Giorgio Strehler
Giorgio Strehler (ur. 14 sierpnia 1921 w Trieście, zm. 25 grudnia 1997 w Lugano) – uczeń Jouveta i Brechta, włoski reżyser i aktor teatralny.

## Życiorys
W 1947 wraz z Paolo Grassim założył teatr Piccolo Teatro di Milano, którego był wieloletnim dyrektorem artystycznym i reżyserem najważniejszych spektakli.
Twórca przedstawień, które zapisały się w historii teatru, m.in. Arlekina, sługi dwóch panów według Goldoniego, Wiśniowego sadu Czechowa, Burzy i Króla Leara Shakespeare'a. Pracował także w teatrze muzycznym (Don Giovanni, Così fan tutte, Opera za trzy grosze, recitale brechtowskie Milvy). 
Brał udział w życiu społecznym i politycznym. Był członkiem Parlamentu Europejskiego, założycielem Théâtre de l'Europe, inicjatorem i pierwszym przewodniczącym Unii Teatrów Europy - zrzeszającej wybitne zespoły teatralne z różnych krajów.
Przewodniczył jury konkursu głównego na 35. MFF w Cannes (1982). W 1992 odznaczony został Pour le Mérite za Naukę i Sztukę.